# Budamaranahalli, Koratagere
Budamaranahalli là một làng thuộc tehsil Koratagere, huyện Tumkur, bang Karnataka, Ấn Độ.